# Questy
Questy（クエスティー）は、日本の女性7人組ダンス&ボーカルユニット。東映アニメーション創立60周年記念映画『ポッピンQ』プロデュースのもと期間限定で結成された。

## 概要
東映アニメーション創立60周年記念映画『ポッピンQ』の主題歌・挿入歌を担当するアーティストを発掘するため、東映アニメーション、EXPG、avexの3者が初タッグを組み、半年間にわたるオーディションを実施した。
2016年10月2日、EXPGとavexの育成契約者の中から選ばれた7人で「Questy」を結成し、映画主題歌で同年冬にCDデビューすることを発表した。
2017年7月25日、プロジェクトが終了した。

## メンバー
- RION（リオン、2002年9月29日 - ）[4]
- MARIA（マリア）
- RENA（レナ、2000年5月24日 - ）[5]
- MARIN（マリン）
- HINANO（ヒナノ）
- FUKA（フウカ、2001年5月16日 - ）[6]
- HARUNA（ハルナ）

## ディスコグラフィ

### シングル
1. FANTASY（2016年12月21日） - 76位[7]

## タイアップ
| 曲名           | タイアップ                                              |
| -------------- | ------------------------------------------------------- |
| FANTASY        | 東映アニメーション創立60周年記念映画『ポッピンQ』主題歌 |
| 未来(ソラ)の歌 | 東映アニメーション創立60周年記念映画『ポッピンQ』挿入歌 |